# Hot Stuff (canción de Donna Summer)
«Hot Stuff» es el primer sencillo del exitoso álbum de 1979 Bad Girls de la cantante estadounidense Donna Summer. Compuesta por Harold Faltermeyer, Keith Forsey y Pete Bellotte, arreglada por Harold Faltermeyer y producida por Giorgio Moroder y Pete Bellotte. Hasta el momento de su publicación, Summer era conocida como la artista más importante de la música disco, pero esta canción mostró influencias del rock con el uso de la guitarra, instrumento nunca antes usado en una canción de la artista.

## Premios y reconocimientos
«Hot Stuff» le dio a Summer el Grammy a la mejor interpretación femenina de rock en 1980, convirtiéndose no solo en la primera artista afrodescendiente en lograr esta hazaña, sino que la primera mujer en recibir el Grammy a la mejor interpretación de rock.
La canción está ubicada en el puesto #103 de las 500 mejores canciones de todos los tiempos de la revista Rolling Stone, siendo la segunda canción de Summer en ser recogida para ser parte de esta lista, después de «I Feel Love». También fue posicionada en el lugar #67 de Grandes canciones de todos los tiempos de la revista Billboard.

## Versiones
- La canción ha sido versionada por DJ Miko en 1995 y por The Pussycat Dolls en 2005. También ha formado parte de la banda sonora de la película The Full Monty, apareciendo en uno de los momentos más memorables de esta comedia.
- En mayo de 2016, el dúo de DJs holandeses Vicetone lanza una versión House del tema, llamada Hawt Stuff.
- Ha sido versionada en 2020 por el DJ noruego Kygo, cuyo video está protagonizado por Madelyn Cline y Chase Stokes, actores protagonistas de la serie Outer Banks.
- En un hecho increíble para la música de la época, fue versionada en japonés sólo 4 meses después de su publicación en el disco Hazumide Daite de la artista Hatsumi Shibata

## Sencillos
- US 12" sencillo (1979) Casablanca NBD 20159 DJ[2]

1. «Hot Stuff» - 6:45

- US/CAN 12" sencillo (1979) Casablanca NBD 20167[3][4]

1. «Hot Stuff» - 6:45
2. «Bad Girls» - 4:55

- FRA 12" sencillo (1979) Casablanca/Disques Vogue C 10511[5]

1. «Hot Stuff» - 6:50
2. «Journey to the Center of Your Heart» - 3:50

- GER 7" sencillo (1979) Bellaphon/Casablanca BF 18665[6]

1. «Hot Stuff» - 3:47
2. «Journey to the Center of Your Heart» - 3:49

- UK 12" sencillo (1979) Casablanca CANL 151[7]

1. «Hot Stuff» - 6:45
2. «Journey to the Center of Your Heart» - 4:37

- GER 12" (1979) Bellaphon BZC 4420[8]

1. «Hot Stuff» - 6:45
2. «Journey to the Center of Your Heart» - 3:49

- AUS 12" sencillo (1979) Casablanca DS 12027[9]

1. «Hot Stuff» - 6:45
2. «Journey to the Center of Your Heart» - 4:37

- AUS 7" sencillo (1979) Casablanca NB 978[10]

1. «Hot Stuff» - 3:47
2. «Journey to the Center of Your Heart» - 3:49

- ITA 7" sencillo (1979) Casablanca CA. 524[11]

1. «Hot Stuff» - 3:47
2. «Journey to the Center of Your Heart» - 3:49

- Yugoslavia 7" sencillo (1979) RTV Ljubljana SL 0252[12]

1. «Hot Stuff»
2. «Journey to the Center of Your Heart»

- SVE 7" sencillo (1979) Casablanca NB 978[13]

1. «Hot Stuff» - 3:47
2. «Journey to the Center of Your Heart» - 3:49

- JPN 7" sencillo (1979) Casablanca VIP-2744[14]

1. «Hot Stuff» (Hotto Sutaffu) - 3:49
2. «Journey to the Center of Your Heart» (Ai No Tabizi) - 3:53

- ESP 7" sencillo (1979) Casablanca 61 75 010[15]

1. «Hot Stuff» - 3:47
2. «Journey to the Center of Your Heart» - 3:49

- UK 7" sencillo (1979) Casablanca CAN 151[16]

1. «Hot Stuff» - 3:47
2. «Journey to the Center of Your Heart» - 3:49

- BRA 7" sencillo (1979) Casablanca 6175.011[17]

1. «Hot Stuff» - 3:47
2. «Journey to the Center of Your Heart» - 3:49

- NL 7" sencillo (1979) Philips 6175 010[18]

1. «Hot Stuff» - 3:47
2. «Journey to the Center of Your Heart» - 3:49

- FRA 7" sencillo (1979) Casablanca 45 CB 1171[19]

1. «Hot Stuff» - 3:47
2. «Journey to the Center of Your Heart» - 3:50

- PRT 7" sencillo (1979) Philips 6175 010[20]

1. «Hot Stuff» - 3:47
2. «Journey to the Center of Your Heart» - 3:49

- US 7" sencillo (1979) Casablanca NB 978[21]

1. «Hot Stuff» - 3:47
2. «Journey to the Center of Your Heart» - 3:49

## Posicionamiento
| Lista/País (1977)             | Posición más alta |
| ----------------------------- | ----------------- |
| ARIA Singles Chart            | 1                 |
| Alemania                      | 5                 |
| Ö3 Austria Top 40             | 3                 |
| RPM Top Singles               | 1                 |
| IRMA Irlanda                  | 4                 |
| Noruega                       | 2                 |
| Nueva Zelanda                 | 7                 |
| Dutch Top 40                  | 4                 |
| Japón                         | 7                 |
| Países Bajos                  | 21                |
| Suecia                        | 2                 |
| Suiza                         | 1                 |
| UK Singles Chart              | 11                |
| Billboard Hot 100             | 1                 |
| Billboard Hot Dance Club Play | 1                 |
| Billboard Hot Soul Singles    | 3                 |

## Certificaciones
| País           | Asociación | Certificación | Ventas           | Fecha               |
| -------------- | ---------- | ------------- | ---------------- | ------------------- |
| Estados Unidos | RIAA       | Platino       | 1 000 000 copias | 1979                |
| Canadá         | CRIA       | Oro           | 5000 copias      | 1 de junio de 1979  |
| Canadá         | CRIA       | Platino       | 10 000 copias    | 1 de agosto de 1979 |

## Sucesiones
| Predecesor: «Reunited» de Peaches & Herb      | Billboard Hot 100 - Sencillo número uno 2 de junio de 1979                                                    | Sucesor: «Love You Inside Out» de Bee Gees       |
| Predecesor: «Love You Inside Out» de Bee Gees | Billboard Hot 100 - Sencillo número uno 16 de junio de 1979 - 23 de junio de 1979                             | Sucesor: «Ring My Bell» de Anita Ward            |
| Predecesor: «Ring My Bell» de Anita Ward      | Billboard Hot Dance Club Play - Sencillo número uno (con «Bad Girls») 26 de mayo de 1979 - 7 de julio de 1979 | Sucesor: «Born to Be Alive» de Patrick Hernandez |
| Predecesor: «Reunited» de Peaches & Herb      | RPM Top Singles - Sencillo número uno 9 de junio de 1979 - 16 de junio de 1979                                | Sucesor: «Love You Inside Out» de Bee Gees       |
| Predecesor: «Lay Your Love on Me» de Racey    | ARIA Singles Chart - Sencillo número uno 2 de julio de 1979                                                   | Sucesor: «Pop Muzik» de M                        |
| Predecesor: «Music Box Dancer» de Frank Mills | Swiss Music Charts - Sencillo número uno 24 de junio de 1979                                                  | Sucesor: «Pop Muzik» de M                        |

## En la cultura popular
- La canción se escucha brevemente en la película de 2015 The Martian dirigida por Ridley Scott y protagonizada por Matt Damon, él la pone mientras va manejando un vehículo marciano
- La canción se utilizó en la película de 1997 "The Full Monty". Durante un evento de prensa en su 50 cumpleaños, Carlos, entonces Príncipe de Gales, ayudó a recrear la escena en la que los cuatro personajes principales escuchan la canción mientras esperan en la fila en la oficina de desempleo.[30]